# Sotsugyō
Sotsugyou (卒業?, Sotsugyō) è un mini-album della band visual kei dei Raphael, pubblicato nel 2000 dalla For Life Music Entertainment.

## Il disco
Dopo il successo del loro precedente album mind soap, i Raphael diventarono di fatto una delle band visual più conosciute ed attive del Giappone, continuamente impegnati in tour in giro per il paese ed a lavorare in studio. A seguito dei loro impegni lavorativi, però, i quattro giovani componenti della band (al tempo minorenni) saltarono gran parte delle loro lezioni scolastiche, così da venir matematicamente bocciati e non potersi diplomare alle scuole superiori. Per questo motivo, il loro nuovo album si chiama "sotsugyō", cioè "diploma".

Rispetto al precedente mind soap, Sotsugyō ha un sound molto più soft e melodico. Permangono comunque la grande teatralità vocale del cantante YUKI, il virtuosismo musicale e la scelta cross-over dell'arrangiamento fra elettronica e classica. Fra i brani contenuti, inoltre, vi è uno dei maggiori successi della band, ovvero lost graduation, anch'esso (come suggerisce il titolo) collegato alla perdita del diploma, in duplice versione eseguita dalla band e per piano solo e voce.

## Tracce
Dopo il titolo è indicata fra parentesi "()" la grafia originale del titolo.
1. Tabidachi ~prologue~ (旅立ち〜prologue〜?) - 2:37 (Yuki Sakurai)
2. lost graduation (lost graduation?) - 6:08 (Kazuki Watanabe)
3. Teenage ~Sotsugyō~ (Teenage〜卒業〜?) - 4:33 (Kazuki Watanabe - Kazuki Watanabe, Yuki Sakurai)
4. lost graduation (Silent Version) (lost graduation (Silent Version)?) - 6:24 (Kazuki Watanabe)
5. Tabidachi ~epilogue~ (旅立ち〜epilogue〜?) - 1:06 (Yuki Sakurai)

## Formazione
- YUKI (YUKI?): voce
- Kazuki (華月?): chitarra
- YUKITO (YUKITO?): basso
- HIRO (HIRO?): batteria